# HTTP 404
HTTP 404或Not Found錯誤訊息是HTTP的其中一種「標準回應訊息」（HTTP状态码），此訊息代表客戶端在瀏覽網頁時，伺服器無法正常提供訊息，或是伺服器無法回應且不知原因。通常是因为用户所访问的对应网页已被刪除、移动或从未存在。404也是互联网上最常见的错误之一。404錯誤訊息可能與「server not found」（無法找到伺服器）或其他類似訊息產生混淆。

## 概要
當客戶端使用HTTP瀏覽網頁時，伺服器需要針對不同的「要求」提供不同的「回應」，譬如瀏覽器發出HTML文件（網頁）的要求，並帶有數字回應碼和MIME的訊息。代碼404的第一個「4」代表客戶端的錯誤，如錯誤的URL；後兩位數字碼則代表著特定的錯誤訊息。HTTP的三字元代碼跟早期通訊協定FTP和NNTP的代碼相當類似。
從HTTP的層面來看，404訊息碼之後通常會有一個可讀的訊息「Not Found」，許多網路伺服器的預設頁面也都有「404」代碼跟「Not Found」的詞彙。
404錯誤訊息通常是在目標頁面被更動或移除之後顯現的頁面。在第一种情况下，最好通过返回301 Moved Permanently响应进行URL映射或URL重定向，该响应可以在大多数服务器配置文件中配置，或者通过URL重写 ；在第二种情况下，应返回410 Gone。因為此兩種訊息需要特別架構的伺服器，許多網站並不使用。

## 软404
一些網站會以「200 OK」的回應訊息來回覆「Not Found」的錯誤，错误地报告该页面已正确加载，稱為软404（soft 404）。软404对于链接是否存在的判断对搜索引擎的抓取是有极大影响的，雅虎和谷歌会使用自动化工具来检测软404。部分搜索引擎的网络蜘蛛会对软404的网站降低搜索权重作为惩罚。

## 客製化404頁面

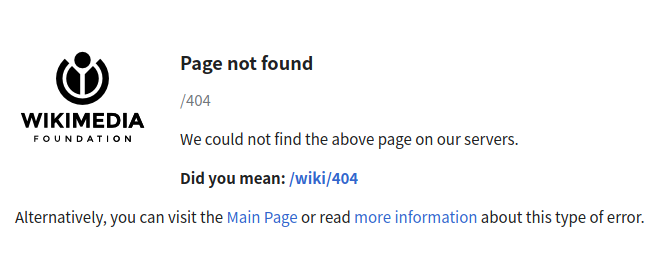
维基媒体基金会的404錯誤訊息

网页服务器通常可以配置自定义的404错误页面，包括对用户更友好的描述，站点标识，有时还包括站点地图，搜索表单或404页面小部件。
越来越多的网站喜欢装饰404页面，如Metro UK的404页面展示了一只踩滑板的北极熊图片，Web开发机构Left Logic的404错误页面则嵌入了一个简单的绘图程序，錶哥熊的个人网站也有404错误，一般放在网页里档名为：404.html、404.php等...部分网站也利用404页面展示公益广告，如寻找失踪儿童。

## 大众文化
2008年，英国皇家邮政电信部门一项研究发现，“404”在俚语中用来描述“愚笨、无用之人”。据俚语词典编撰者乔纳森·格林（Jonathon Green）称，“404”能作为俚语很大程度上受新世代接触互联网的年轻人推动，但这种用法仅限于伦敦和其它大城市地区。
美国全球语言研究所的调查显示，2013年，404 Not Found成为网络热词。
在中国，404被大部分网民普遍用作网站被刪除或被防火长城屏蔽等網路審查的代名词。事实上，包括404在内的HTTP状态码由服务器应答，即网站本身可访问。而IP封锁、DNS污染等切断用户连接网站服务器的屏蔽方式不会返回任何HTTP状态码。

## 外部連結
- . IETF. 2014-06  [2018-09-16]. （原始内容存档于2017-05-25） （英语）.
- ErrorDocument Directive - Apache 2.0 web server一般錯誤訊息的處理措施
- The Perfect 404（页面存档备份，存于） - 建立404頁面的指南
- 404 Research Lab - 不同的404錯誤訊息頁面
- 轉址式404(soft 404)是什麼？ - soft 404成因以及對於搜尋引擎的影響